# Luc Luycx

Luc Luycx (11 de abril de 1958 em Aalst) é um designer belga de medalhas e moedas. Empregado da Casa da Moeda Real da Bélgica, foi o vencedor em 1997 do concurso para o desenho das faces comuns das moedas de euro (de 1999 a 2005), que entraram em circulação em 1 de janeiro de 2002.
Desenhou algumas das medalhas comemorativas para os Correios belgas, e peças de ouro e prata na Bélgica.
A escolha dos seus projectos para a face comum das primeiras moedas de euro foi anunciada pelo Conselho Europeu de Amesterdão de 13 de junho de 1997. As faces representam a União Europeia em diferentes escalas: a sua localização no mundo nas moedas de 1, 2 e 5 cêntimos, os países membros sobre um mapa da Europa nas moedas de 10, 20 e 50 cêntimos, e esses mesmos países representados sem fronteiras nacionais nas moedas de 1 e 2 euros.
Luc Luycx também é o autor de outras obras: 
- Gravou a moeda de 2 euros comemorativa da União Económica Belgo-Luxemburguesa, emitida em 2005. Foi a primeira moeda de euro em que o anverso e o reverso foram desenhados pelo mesmo artista. Emitiram-se 6 milhões de moedas.
- Também gravou a moeda de 2 euros comemorativa da reabertura do Atomium, emitida em 2006.

As suas iniciais (LL) estão gravadas na face comum de todas as moedas de euro, bem como na face nacional das que desenhou.

## Moeda Mundial
Em 2009 na Cimeira de L’Aquila foi apresentado uma proposta para uma futura moeda mundial, pelo presidente Dimitri Medvedev, e a emissão exclusiva da cimeira foram desenhadas por Luc Luycx.